# ザミア科
ザミア科（ザミアか、学名: Zamiaceae）は、ソテツ綱ソテツ目に属する裸子植物の科の1つであり、9属250種ほどが知られる。常緑樹であり、幹は地下生のものから高木になるものまである。葉はふつう茎頂に密生し、羽状複葉（図1）、これを構成する小葉は二又分枝する多数の葉脈をもつ。雌雄異株であり、"雄花"（小胞子嚢穂）または"雌花"（大胞子嚢穂）を形成する（図1）。北米南部から南米、アフリカ、オーストラリアの熱帯から亜熱帯域に散在的に分布している。古くはスタンゲリア科などが分けられることが多かったが、2023年現在ではソテツ属以外のソテツ類はすべてザミア科にまとめられている。

## 特徴
常緑樹で幹は太く円柱状、短く地下生のものから高さ18メートル (m) に達するものまであり（下図2a, b）、まれに不規則に分枝する。幹は皮層や髄が発達しており、柔らかい多髄質である。幹には葉柄の基部がうろこ状に残る場合とこれがない場合がある。地表付近に特殊化した根（サンゴ状根）を形成し、その中に窒素固定（窒素分子を植物が利用可能なアンモニアに変換する）を行うシアノバクテリア（藍藻）が共生している。また、サイカシンやマクロザミン（macrozamin）などの有毒な配糖体や神経毒となる非リボソームペプチドであるBMAAなどの毒を全体に含み、これらの毒の生成には共生シアノバクテリアが関わっていると考えられている。
ヤシのように、多数の葉が茎頂にらせん状に密生しているものが多いが（上図2a, b）、地中性の茎から1年に1枚の葉のみを展開するものもいる。葉は大きく、革質、ふつう1回羽状複葉であるが（下図3a, b）、ボウェニア属（Bowenia）は2回羽状複葉をもつ（下図3c）。葉を構成する小葉は葉軸に互生または対生、全縁または鋸歯がある（下図3）。ふつう中央脈がなく二又分枝する多数の葉脈が小葉の長軸に平行に伸びているが（下図3d）、スタンゲリア属（Stangeria）では明瞭な中央脈があり、そこから二又分枝する側脈が羽状に伸びている（下図3e）。ふつう、気孔は長軸方向に配列している。葉柄や葉軸にはときにトゲがある。葉の芽内形態はまっすぐまたは渦巻き型、ソテツ科とは異なり小葉は巻いていない（下図3f）。
雌雄異株。雄株は"雄花"（小胞子嚢穂、雄性胞子嚢穂、雄錐、花粉錐、雄球花、雄性球花）を、雌株は"雌花"（大胞子嚢穂、雌性胞子嚢穂、雌錐、種子錐、雌球花、雌性球花）を頂端付近につけ、"花後"にわきに新芽が生じて成長を再開する。"雄花"は、軸に多数の小胞子葉（雄性胞子葉）がらせん状に密生しており、花粉放出後に枯れる（下図4a, b）。小胞子葉の裏面（背軸面）に、多数の花粉嚢（小胞子嚢）が密生している（下図4b, c）。花粉は球形。"雌花"は、軸に多数の大胞子葉（雌性胞子葉）がらせん状に密生しており、1年以上残る（下図5a, b）。大胞子葉先端はふつう厚い盾状、向軸側基部に2個の直生胚珠がついている（下図5c）。"雌花"では多くの場合、大胞子葉の盾状部が密着しているが、短期間だけ隙間ができて受粉する。種子は扁平ではなく、種皮外層は多肉質でしばしば派手な色をしており、中層は木質、内層は膜質。種皮の孔から発芽する（下図5d）。子葉は2枚。染色体数はふつう 2n = 16、18、ミクロキカス属は26、ザミア属は多様で16–28。

## 分布・生態
北米南部から南米、サハラ以南のアフリカ、オーストラリアの熱帯から亜熱帯域に散在的に分布する。生育環境は、種によって半乾燥地から、湿地、熱帯雨林まで多様である（下図6）。
ザミア科の花粉媒介は、主にゾウムシやアザミウマによる虫媒であり、特異性が高い（決まった種が送粉する）。媒介者の幼虫が、胚珠や胞子葉を餌とする例が知られている。また、ソテツ類の"雄花"（小胞子嚢穂、雄性胞子嚢穂）や"雌花"（大胞子嚢穂、雌性胞子嚢穂）は発熱することが知られており、花粉媒介者を誘引する臭気を強化すると考えられている。"雄花"が"雌花"よりも高温に発熱する例が報告されており、高温によって、花粉をつけた送粉者を雄花から追い出して"雌花"へ行くように仕向けていると考えられており、このような花粉媒介は push-pull pollination とよばれる。
ザミア科を含めてソテツ類の種子の種皮外層は多肉質でしばしば派手な色をしており、大型動物に被食・排出されることで種子散布（動物被食散布）されると考えられている。種子散布者としては、ペッカリー、ハナグマ、アグーチ、ネズミ、フクロギツネ、鳥、爬虫類などが報告されている。ソテツ類の種子の胚乳にはサイカシンなど毒が含まれるが、種皮外層には毒がほとんど含まれないことが報告されている。

## 保全状況評価
国際自然保護連合（IUCN）のレッドリストでは、ザミア科のうち4分類群が野生絶滅種、42分類群が近絶滅種、49分類群が絶滅危惧種、43分類群が危急種に指定されている（2020年現在）。これらの種の減少の主な原因は、農業や開発による生息環境の破壊、園芸のための違法な採取、気候変動などである。
ケラトザミア属（ツノザミア属、Ceratozamia）とエンケファラルトス属（オニソテツ属、Encephalartos）の全種、および Stangeria eriopus、Microcycas calocoma、Zamia restrepoi はワシントン条約の附属書I類に指定されており、それ以外のザミア科の全種は附属書II類に指定されている。

## 人間との関わり

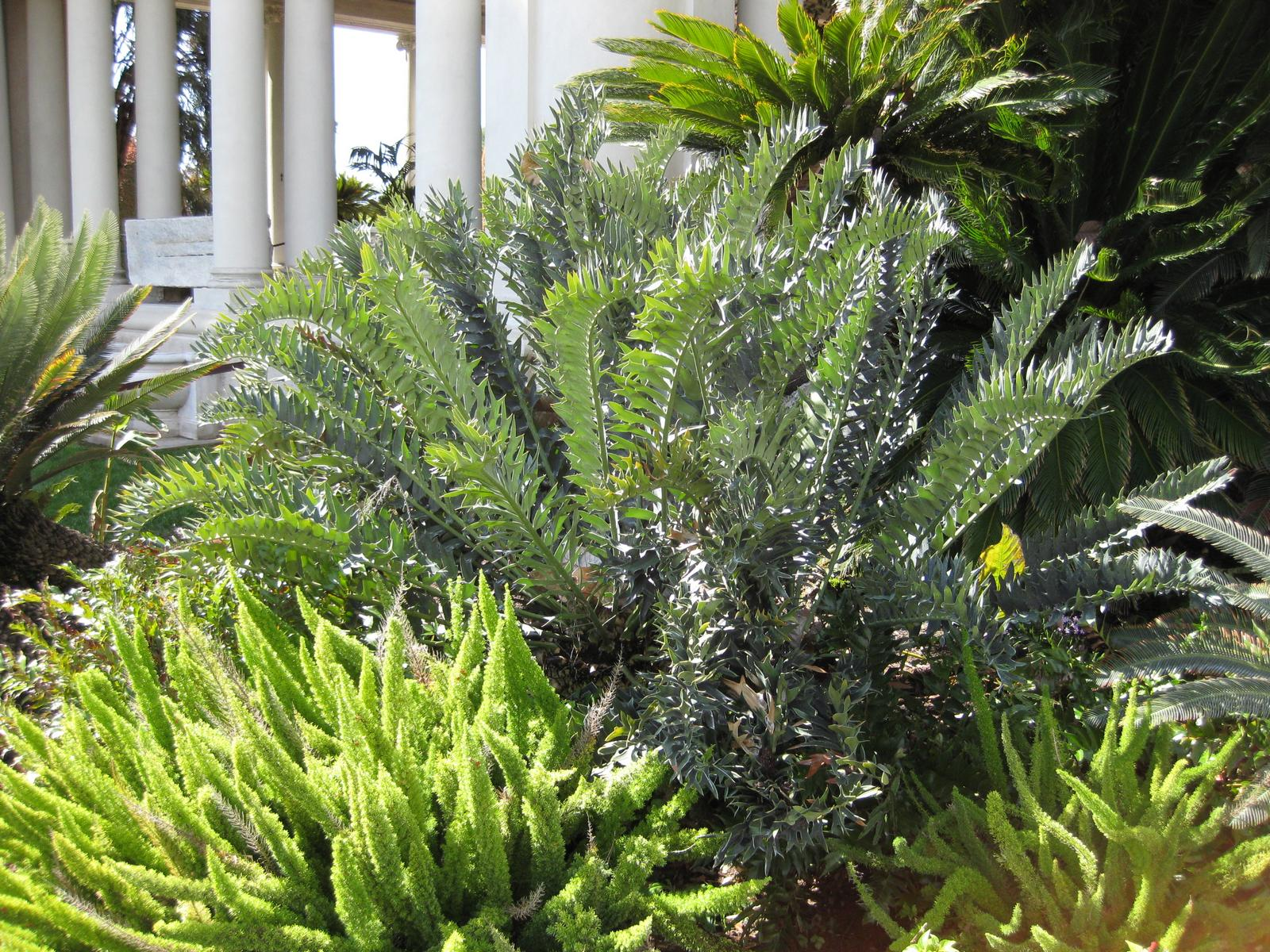
7. 植栽された （ロサンゼルス）

エンケファラルトス属（Encephalartos）、ボウェニア属（Bowenia）などザミア科の多くの種は、観賞用に利用されている（図7）。
幹や種子にはデンプンが多く含まれており、Dioon edule、Macrozamia riedlei、フロリダソテツ（Zamia pumila）などは食用に利用されることがあった（ただしソテツ類は有毒であるため、これを除く必要がある）。19世紀後半の米国フロリダ州には、フロリダソテツの幹からデンプンを抽出する工場が多くあった。また、Dioon edule の種子、Stangeria eriopus の幹などは民間薬に利用されることがある。
ザミア科を含むソテツ類は全体が有毒であり、これを食べた人や有用動物に害が起こることがある。オーストラリアでは、Macrozamia heteromera の種子を食べた2,200頭のヒツジが死んだことがある。

## 分類
ザミア科の科の名前はタイプ属（模式属）であるザミア属（Zamia）に基づいており、Zamia は、マツの球果を表すラテン語である azaniae に由来する。
2023年現在、ザミア科には9属約250種が知られている。いくつかの属が別科に分けられることがあり、特に20世紀末ごろには、スタンゲリア属（Stangeria）およびボウェニア属（Bowenia）をまとめてスタンゲリア科（Stangeriaceae）として独立させたり、両属をそれぞれスタンゲリア科、ボウェニア科（Boweniaceae）として独立させることが多かった。しかし分子系統学的研究からは、両属の近縁性は支持されず、また他のザミア科の属とは分けられないことが示唆され、2023年現在ではふつう両属はザミア科に含められている。ザミア科内の属の系統仮説の一例として下図8のようなものがあるが、必ずしも確定的ではない。ソテツ類のもう1つの科はソテツ科（ソテツ属のみを含む）であるが、小葉の葉脈が分枝しないこと、雌生殖器として大胞子葉が集まっているだけで明瞭な大胞子嚢穂を形成しないことなどの点でザミア科とは異なる。
ザミア科内の現生属の分化は、1億8,500万年前から9,000万年前の間に始まったと推定されている。
|  | マクロザミア属（オニザミア属） Macrozamia                                                                                          |
|  | |
|  | \| \| レピドザミア属（ウロコザミア属） Lepidozamia \| \| \| \| \| \| エンケファラルトス属（オニソテツ属）Encephalartos \| \| \| \| |
|  | |
|  | レピドザミア属（ウロコザミア属） Lepidozamia                                                                                       |
|  | |
|  | エンケファラルトス属（オニソテツ属）Encephalartos                                                                                  |
|  | |

|  | レピドザミア属（ウロコザミア属） Lepidozamia      |
|  |                                                   |
|  | エンケファラルトス属（オニソテツ属）Encephalartos |
|  |                                                   |

|  | スタンゲリア属（シダソテツ属） Stangeria   |
|  |                                            |
|  | ケラトザミア属（ツノザミア属） Ceratozamia |
|  |                                            |

|  | ミクロキカス属 Microcycas          |
|  |                                    |
|  | ザミア属（フロリダソテツ属） Zamia |
|  |                                    |

|  | スタンゲリア属（シダソテツ属） Stangeria   |
|  |                                            |
|  | ケラトザミア属（ツノザミア属） Ceratozamia |
|  |                                            |

|  | ミクロキカス属 Microcycas          |
|  |                                    |
|  | ザミア属（フロリダソテツ属） Zamia |
|  |                                    |

|  | スタンゲリア属（シダソテツ属） Stangeria   |
|  |                                            |
|  | ケラトザミア属（ツノザミア属） Ceratozamia |
|  |                                            |

|  | ミクロキカス属 Microcycas          |
|  |                                    |
|  | ザミア属（フロリダソテツ属） Zamia |
|  |                                    |

|  | スタンゲリア属（シダソテツ属） Stangeria   |
|  |                                            |
|  | ケラトザミア属（ツノザミア属） Ceratozamia |
|  |                                            |

|  | ミクロキカス属 Microcycas          |
|  |                                    |
|  | ザミア属（フロリダソテツ属） Zamia |
|  |                                    |

|  | マクロザミア属（オニザミア属） Macrozamia                                                                                          |
|  | |
|  | \| \| レピドザミア属（ウロコザミア属） Lepidozamia \| \| \| \| \| \| エンケファラルトス属（オニソテツ属）Encephalartos \| \| \| \| |
|  | |
|  | レピドザミア属（ウロコザミア属） Lepidozamia                                                                                       |
|  | |
|  | エンケファラルトス属（オニソテツ属）Encephalartos                                                                                  |
|  | |

|  | レピドザミア属（ウロコザミア属） Lepidozamia      |
|  |                                                   |
|  | エンケファラルトス属（オニソテツ属）Encephalartos |
|  |                                                   |

|  | スタンゲリア属（シダソテツ属） Stangeria   |
|  |                                            |
|  | ケラトザミア属（ツノザミア属） Ceratozamia |
|  |                                            |

|  | ミクロキカス属 Microcycas          |
|  |                                    |
|  | ザミア属（フロリダソテツ属） Zamia |
|  |                                    |

|  | スタンゲリア属（シダソテツ属） Stangeria   |
|  |                                            |
|  | ケラトザミア属（ツノザミア属） Ceratozamia |
|  |                                            |

|  | ミクロキカス属 Microcycas          |
|  |                                    |
|  | ザミア属（フロリダソテツ属） Zamia |
|  |                                    |

|  | スタンゲリア属（シダソテツ属） Stangeria   |
|  |                                            |
|  | ケラトザミア属（ツノザミア属） Ceratozamia |
|  |                                            |

|  | ミクロキカス属 Microcycas          |
|  |                                    |
|  | ザミア属（フロリダソテツ属） Zamia |
|  |                                    |

|  | スタンゲリア属（シダソテツ属） Stangeria   |
|  |                                            |
|  | ケラトザミア属（ツノザミア属） Ceratozamia |
|  |                                            |

|  | ミクロキカス属 Microcycas          |
|  |                                    |
|  | ザミア属（フロリダソテツ属） Zamia |
|  |                                    |

|  | マクロザミア属（オニザミア属） Macrozamia                                                                                          |
|  | |
|  | \| \| レピドザミア属（ウロコザミア属） Lepidozamia \| \| \| \| \| \| エンケファラルトス属（オニソテツ属）Encephalartos \| \| \| \| |
|  | |
|  | レピドザミア属（ウロコザミア属） Lepidozamia                                                                                       |
|  | |
|  | エンケファラルトス属（オニソテツ属）Encephalartos                                                                                  |
|  | |

|  | レピドザミア属（ウロコザミア属） Lepidozamia      |
|  |                                                   |
|  | エンケファラルトス属（オニソテツ属）Encephalartos |
|  |                                                   |

|  | スタンゲリア属（シダソテツ属） Stangeria   |
|  |                                            |
|  | ケラトザミア属（ツノザミア属） Ceratozamia |
|  |                                            |

|  | ミクロキカス属 Microcycas          |
|  |                                    |
|  | ザミア属（フロリダソテツ属） Zamia |
|  |                                    |

|  | スタンゲリア属（シダソテツ属） Stangeria   |
|  |                                            |
|  | ケラトザミア属（ツノザミア属） Ceratozamia |
|  |                                            |

|  | ミクロキカス属 Microcycas          |
|  |                                    |
|  | ザミア属（フロリダソテツ属） Zamia |
|  |                                    |

|  | スタンゲリア属（シダソテツ属） Stangeria   |
|  |                                            |
|  | ケラトザミア属（ツノザミア属） Ceratozamia |
|  |                                            |

|  | ミクロキカス属 Microcycas          |
|  |                                    |
|  | ザミア属（フロリダソテツ属） Zamia |
|  |                                    |

|  | スタンゲリア属（シダソテツ属） Stangeria   |
|  |                                            |
|  | ケラトザミア属（ツノザミア属） Ceratozamia |
|  |                                            |

|  | ミクロキカス属 Microcycas          |
|  |                                    |
|  | ザミア属（フロリダソテツ属） Zamia |
|  |                                    |

|  | マクロザミア属（オニザミア属） Macrozamia                                                                                          |
|  | |
|  | \| \| レピドザミア属（ウロコザミア属） Lepidozamia \| \| \| \| \| \| エンケファラルトス属（オニソテツ属）Encephalartos \| \| \| \| |
|  | |
|  | レピドザミア属（ウロコザミア属） Lepidozamia                                                                                       |
|  | |
|  | エンケファラルトス属（オニソテツ属）Encephalartos                                                                                  |
|  | |

|  | レピドザミア属（ウロコザミア属） Lepidozamia      |
|  |                                                   |
|  | エンケファラルトス属（オニソテツ属）Encephalartos |
|  |                                                   |

|  | スタンゲリア属（シダソテツ属） Stangeria   |
|  |                                            |
|  | ケラトザミア属（ツノザミア属） Ceratozamia |
|  |                                            |

|  | ミクロキカス属 Microcycas          |
|  |                                    |
|  | ザミア属（フロリダソテツ属） Zamia |
|  |                                    |

|  | スタンゲリア属（シダソテツ属） Stangeria   |
|  |                                            |
|  | ケラトザミア属（ツノザミア属） Ceratozamia |
|  |                                            |

|  | ミクロキカス属 Microcycas          |
|  |                                    |
|  | ザミア属（フロリダソテツ属） Zamia |
|  |                                    |

|  | スタンゲリア属（シダソテツ属） Stangeria   |
|  |                                            |
|  | ケラトザミア属（ツノザミア属） Ceratozamia |
|  |                                            |

|  | ミクロキカス属 Microcycas          |
|  |                                    |
|  | ザミア属（フロリダソテツ属） Zamia |
|  |                                    |

|  | スタンゲリア属（シダソテツ属） Stangeria   |
|  |                                            |
|  | ケラトザミア属（ツノザミア属） Ceratozamia |
|  |                                            |

|  | ミクロキカス属 Microcycas          |
|  |                                    |
|  | ザミア属（フロリダソテツ属） Zamia |
|  |                                    |

|  | マクロザミア属（オニザミア属） Macrozamia                                                                                          |
|  | |
|  | \| \| レピドザミア属（ウロコザミア属） Lepidozamia \| \| \| \| \| \| エンケファラルトス属（オニソテツ属）Encephalartos \| \| \| \| |
|  | |
|  | レピドザミア属（ウロコザミア属） Lepidozamia                                                                                       |
|  | |
|  | エンケファラルトス属（オニソテツ属）Encephalartos                                                                                  |
|  | |

|  | レピドザミア属（ウロコザミア属） Lepidozamia      |
|  |                                                   |
|  | エンケファラルトス属（オニソテツ属）Encephalartos |
|  |                                                   |

|  | スタンゲリア属（シダソテツ属） Stangeria   |
|  |                                            |
|  | ケラトザミア属（ツノザミア属） Ceratozamia |
|  |                                            |

|  | ミクロキカス属 Microcycas          |
|  |                                    |
|  | ザミア属（フロリダソテツ属） Zamia |
|  |                                    |

|  | スタンゲリア属（シダソテツ属） Stangeria   |
|  |                                            |
|  | ケラトザミア属（ツノザミア属） Ceratozamia |
|  |                                            |

|  | ミクロキカス属 Microcycas          |
|  |                                    |
|  | ザミア属（フロリダソテツ属） Zamia |
|  |                                    |

|  | スタンゲリア属（シダソテツ属） Stangeria   |
|  |                                            |
|  | ケラトザミア属（ツノザミア属） Ceratozamia |
|  |                                            |

|  | ミクロキカス属 Microcycas          |
|  |                                    |
|  | ザミア属（フロリダソテツ属） Zamia |
|  |                                    |

|  | スタンゲリア属（シダソテツ属） Stangeria   |
|  |                                            |
|  | ケラトザミア属（ツノザミア属） Ceratozamia |
|  |                                            |

|  | ミクロキカス属 Microcycas          |
|  |                                    |
|  | ザミア属（フロリダソテツ属） Zamia |
|  |                                    |

|  | マクロザミア属（オニザミア属） Macrozamia                                                                                          |
|  | |
|  | \| \| レピドザミア属（ウロコザミア属） Lepidozamia \| \| \| \| \| \| エンケファラルトス属（オニソテツ属）Encephalartos \| \| \| \| |
|  | |
|  | レピドザミア属（ウロコザミア属） Lepidozamia                                                                                       |
|  | |
|  | エンケファラルトス属（オニソテツ属）Encephalartos                                                                                  |
|  | |

|  | レピドザミア属（ウロコザミア属） Lepidozamia      |
|  |                                                   |
|  | エンケファラルトス属（オニソテツ属）Encephalartos |
|  |                                                   |

|  | スタンゲリア属（シダソテツ属） Stangeria   |
|  |                                            |
|  | ケラトザミア属（ツノザミア属） Ceratozamia |
|  |                                            |

|  | ミクロキカス属 Microcycas          |
|  |                                    |
|  | ザミア属（フロリダソテツ属） Zamia |
|  |                                    |

|  | スタンゲリア属（シダソテツ属） Stangeria   |
|  |                                            |
|  | ケラトザミア属（ツノザミア属） Ceratozamia |
|  |                                            |

|  | ミクロキカス属 Microcycas          |
|  |                                    |
|  | ザミア属（フロリダソテツ属） Zamia |
|  |                                    |

|  | スタンゲリア属（シダソテツ属） Stangeria   |
|  |                                            |
|  | ケラトザミア属（ツノザミア属） Ceratozamia |
|  |                                            |

|  | ミクロキカス属 Microcycas          |
|  |                                    |
|  | ザミア属（フロリダソテツ属） Zamia |
|  |                                    |

|  | スタンゲリア属（シダソテツ属） Stangeria   |
|  |                                            |
|  | ケラトザミア属（ツノザミア属） Ceratozamia |
|  |                                            |

|  | ミクロキカス属 Microcycas          |
|  |                                    |
|  | ザミア属（フロリダソテツ属） Zamia |
|  |                                    |

|  | マクロザミア属（オニザミア属） Macrozamia                                                                                          |
|  | |
|  | \| \| レピドザミア属（ウロコザミア属） Lepidozamia \| \| \| \| \| \| エンケファラルトス属（オニソテツ属）Encephalartos \| \| \| \| |
|  | |
|  | レピドザミア属（ウロコザミア属） Lepidozamia                                                                                       |
|  | |
|  | エンケファラルトス属（オニソテツ属）Encephalartos                                                                                  |
|  | |

|  | レピドザミア属（ウロコザミア属） Lepidozamia      |
|  |                                                   |
|  | エンケファラルトス属（オニソテツ属）Encephalartos |
|  |                                                   |

|  | スタンゲリア属（シダソテツ属） Stangeria   |
|  |                                            |
|  | ケラトザミア属（ツノザミア属） Ceratozamia |
|  |                                            |

|  | ミクロキカス属 Microcycas          |
|  |                                    |
|  | ザミア属（フロリダソテツ属） Zamia |
|  |                                    |

|  | スタンゲリア属（シダソテツ属） Stangeria   |
|  |                                            |
|  | ケラトザミア属（ツノザミア属） Ceratozamia |
|  |                                            |

|  | ミクロキカス属 Microcycas          |
|  |                                    |
|  | ザミア属（フロリダソテツ属） Zamia |
|  |                                    |

|  | スタンゲリア属（シダソテツ属） Stangeria   |
|  |                                            |
|  | ケラトザミア属（ツノザミア属） Ceratozamia |
|  |                                            |

|  | ミクロキカス属 Microcycas          |
|  |                                    |
|  | ザミア属（フロリダソテツ属） Zamia |
|  |                                    |

|  | スタンゲリア属（シダソテツ属） Stangeria   |
|  |                                            |
|  | ケラトザミア属（ツノザミア属） Ceratozamia |
|  |                                            |

|  | ミクロキカス属 Microcycas          |
|  |                                    |
|  | ザミア属（フロリダソテツ属） Zamia |
|  |                                    |

|  | マクロザミア属（オニザミア属） Macrozamia                                                                                          |
|  | |
|  | \| \| レピドザミア属（ウロコザミア属） Lepidozamia \| \| \| \| \| \| エンケファラルトス属（オニソテツ属）Encephalartos \| \| \| \| |
|  | |
|  | レピドザミア属（ウロコザミア属） Lepidozamia                                                                                       |
|  | |
|  | エンケファラルトス属（オニソテツ属）Encephalartos                                                                                  |
|  | |

|  | レピドザミア属（ウロコザミア属） Lepidozamia      |
|  |                                                   |
|  | エンケファラルトス属（オニソテツ属）Encephalartos |
|  |                                                   |

|  | スタンゲリア属（シダソテツ属） Stangeria   |
|  |                                            |
|  | ケラトザミア属（ツノザミア属） Ceratozamia |
|  |                                            |

|  | ミクロキカス属 Microcycas          |
|  |                                    |
|  | ザミア属（フロリダソテツ属） Zamia |
|  |                                    |

|  | スタンゲリア属（シダソテツ属） Stangeria   |
|  |                                            |
|  | ケラトザミア属（ツノザミア属） Ceratozamia |
|  |                                            |

|  | ミクロキカス属 Microcycas          |
|  |                                    |
|  | ザミア属（フロリダソテツ属） Zamia |
|  |                                    |

|  | スタンゲリア属（シダソテツ属） Stangeria   |
|  |                                            |
|  | ケラトザミア属（ツノザミア属） Ceratozamia |
|  |                                            |

|  | ミクロキカス属 Microcycas          |
|  |                                    |
|  | ザミア属（フロリダソテツ属） Zamia |
|  |                                    |

|  | スタンゲリア属（シダソテツ属） Stangeria   |
|  |                                            |
|  | ケラトザミア属（ツノザミア属） Ceratozamia |
|  |                                            |

|  | ミクロキカス属 Microcycas          |
|  |                                    |
|  | ザミア属（フロリダソテツ属） Zamia |
|  |                                    |

| 表1. ザミア科の分類体系の1例 - ザミア科 Zamiaceae Horan. (1834) - ディオオン属（ディオーン属、ディウーン属、メキシコソテツ属）Dioon Lindl. (1843), nom. cons. シノニム: Dion Lindl. (1843), orth. var.; Platyzamia Zucc. (1845) 茎は地上生。胞子葉はうろこ状に重なっている。中米に分布する。18種が知られる。 - マクロザミア属（オニザミア属）Macrozamia Miq. (1842) 茎は地下生または地上生。小葉は葉軸の向軸面についている。胞子嚢穂は有柄、胞子葉は先端にツノ状突起がある。オーストラリアに分布する。41種が知られる。 - レピドザミア属（ウロコザミア属）Lepidozamia Regel (1857) シノニム: Catakidozamia W.Hill (1865) 茎は地上生。小葉は葉軸の向軸面についている。胞子嚢穂はほとんど無柄。オーストラリア東部に分布する。2種（ヒロバウロコザミア Lepidozamia hopei, ホソバウロコザミア Lepidozamia peroffskyana）が知られる。 - エンケファラルトス属（オニソテツ属）Encephalartos Lehm. (1834) 茎は地下生から地上生。ふつう小葉に鋸歯がある。小胞子嚢穂は有柄、大胞子嚢穂はほぼ無柄。アフリカ（サハラ以南）に分布する。65種が知られる。 - ボウェニア属（ボウエニア属、カブラソテツ属） Bowenia Hook. (1863) 茎は地下生。葉は2回羽状複葉、1年に1枚。オーストラリア北東部に分布する。2種（Bowenia serrulata, Bowenia spectabilis）が知られる。 - スタンゲリア属（シダソテツ属）Stangeria T.Moore (1853) 茎は地下生。小葉に明瞭な中央脈があり、そこから羽状に側脈がある。南アフリカに分布する。1種（Stangeria eriopus）のみが知られる。 - ケラトザミア属（ツノザミア属）Ceratozamia Brongn. (1846) シノニム: Dipsacozamia Lehm. (1847) 茎は半地下生から地上生。小葉基部に関節がある。胞子葉は先端にツノ状突起がある。中米に分布する。38種が知られる。 - ミクロキカス属 Microcycas (Miq.) A.DC. (1868) 茎は地上生。小葉基部に関節がある。葉軸や葉柄にトゲがなく、葉の先端が切り落とされた形になっている。キューバに分布する。1種（Microcycas calocoma）のみが知られる。 - ザミア属（フロリダソテツ属）Zamia L. (1763) シノニム: Palmifolium Kuntze (1891), nom. superfl.; Aulacophyllum Regel (1876); キグア属 Chigua D.W.Stev. (1990); Palma-filix Adans. (1763), nom. rej. 茎は地下生から地上生。幹にうろこ状の葉柄基部は残らない。小葉は広長楕円形、基部に関節がある。胞子嚢穂には明らかな柄がある。北米南部から南米に分布する。83種が知られる。 9a. Dioon edule の"雌花"9b. Macrozamia riedlei9c. ホソバウロコザミア（Lepidozamia peroffskyana）9d. Encephalartos turneri 9e. Bowenia serrulata9f. Stangeria eriopus9g. Ceratozamia mexicana9h. Microcycas calocoma9i. ヒロハザミア（Zamia furfuracea） |

## 画像

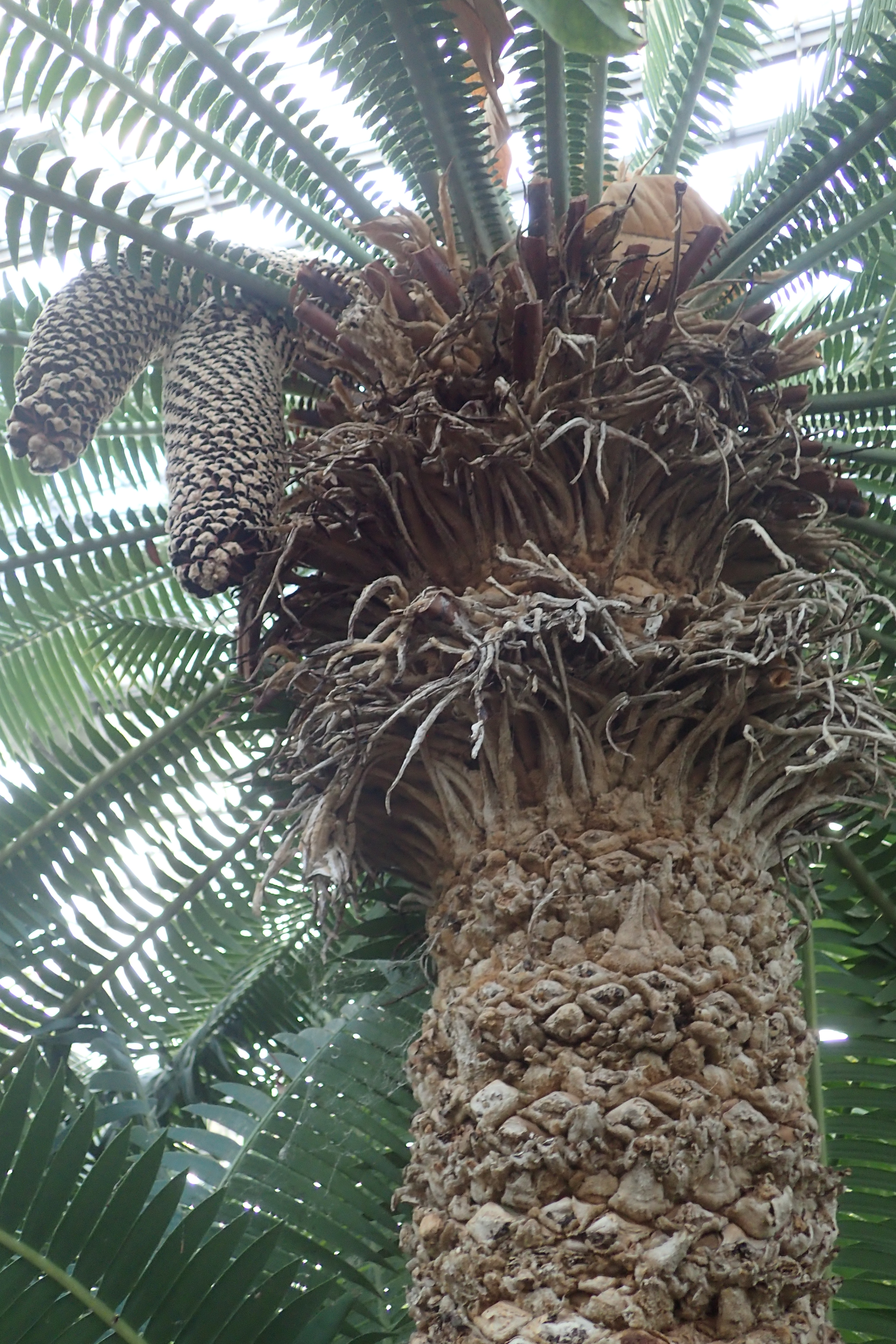
Dioon spinulosum
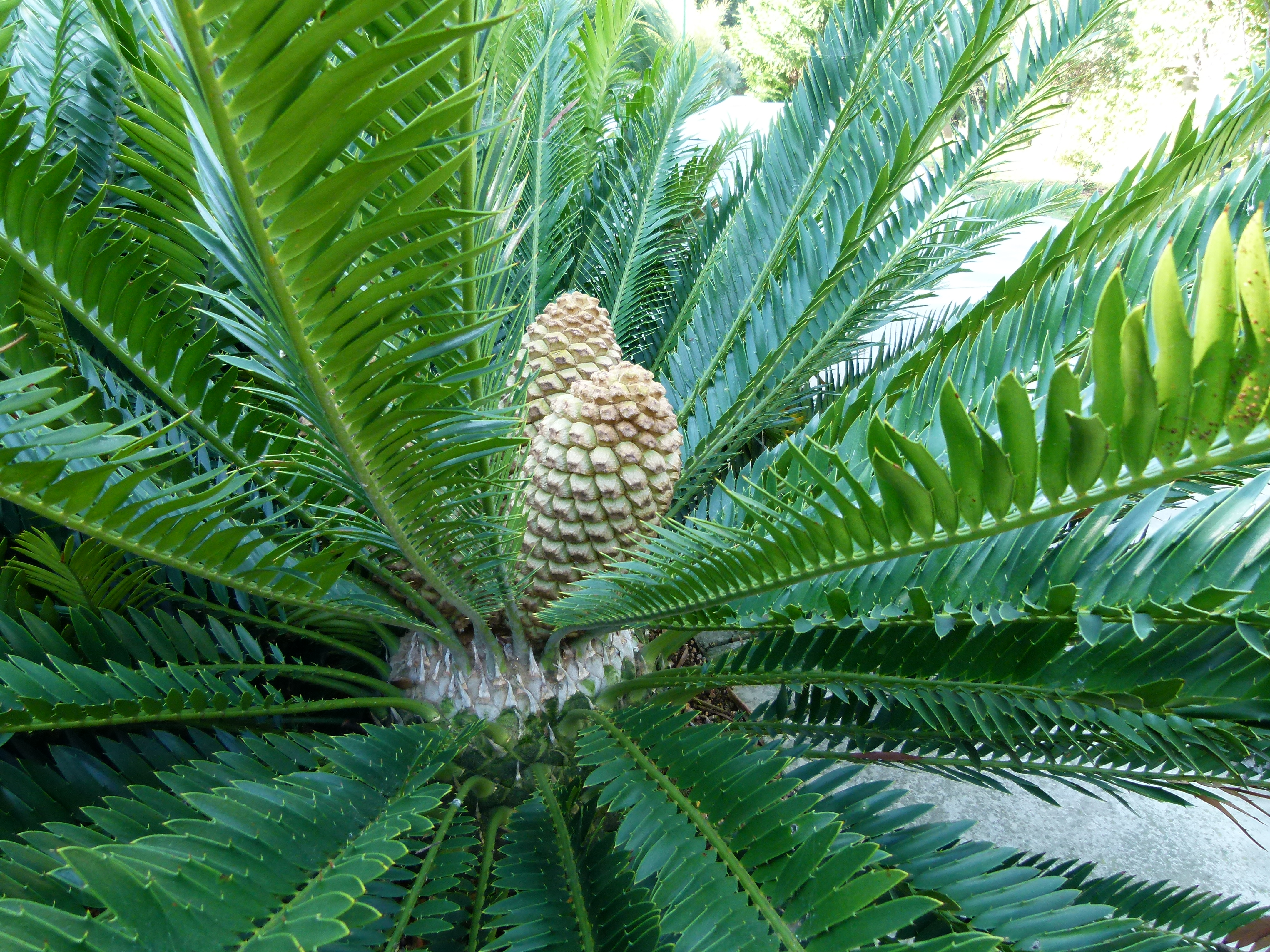
Macrozamia moorei の"雌花"
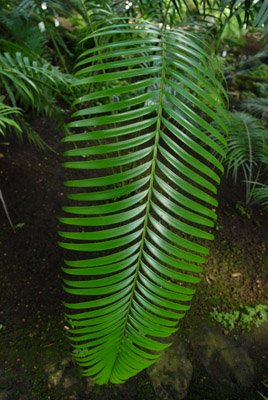
ヒロバウロコザミア（Lepidozamia hopei）の葉
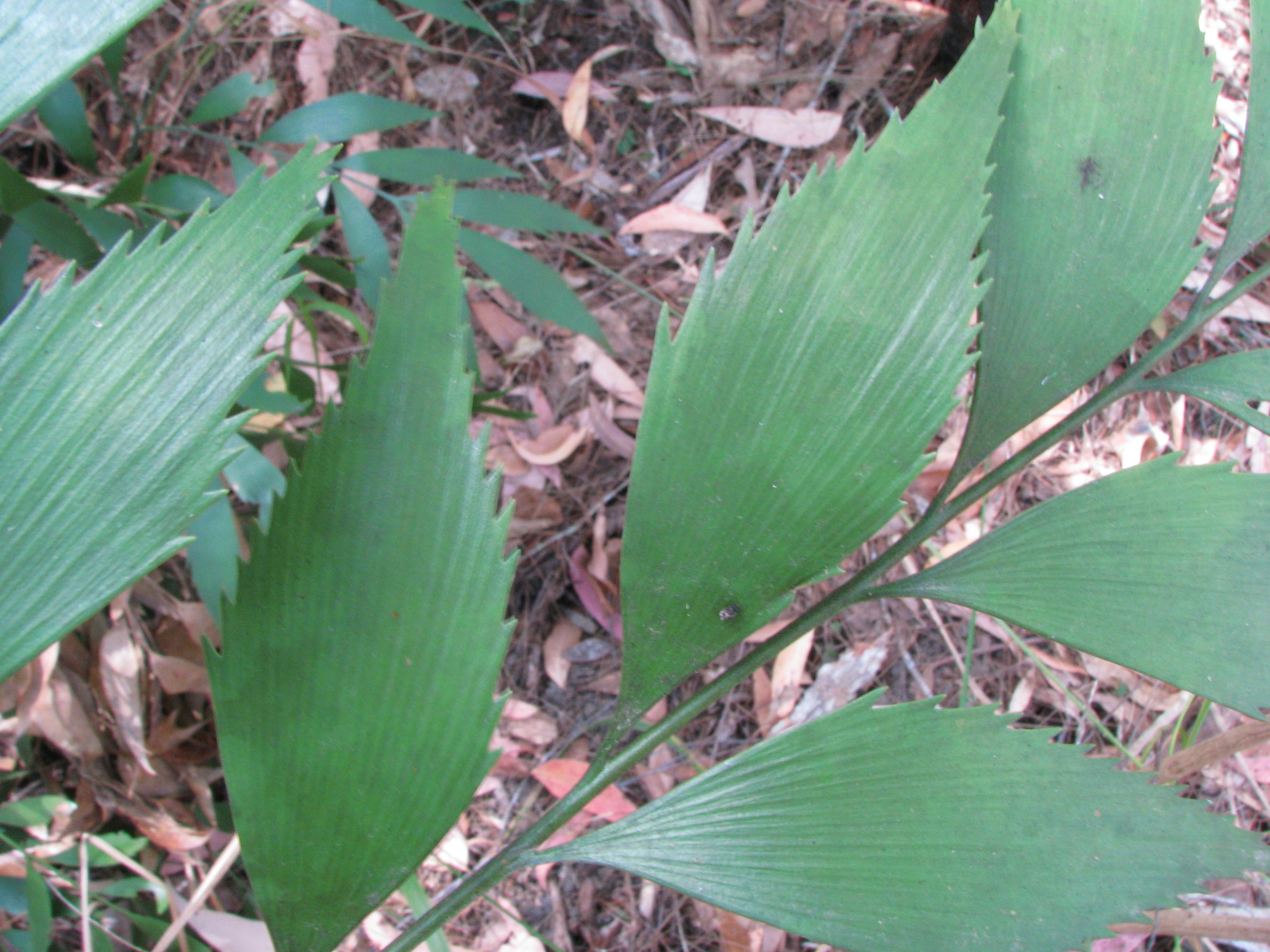
Bowenia serrulata の小葉
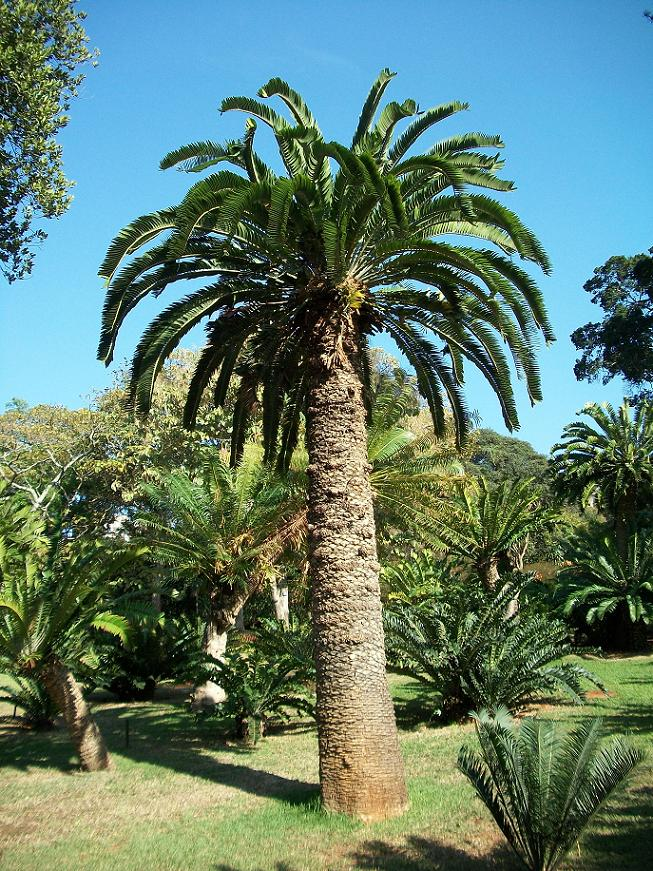
Encephalartos woodii
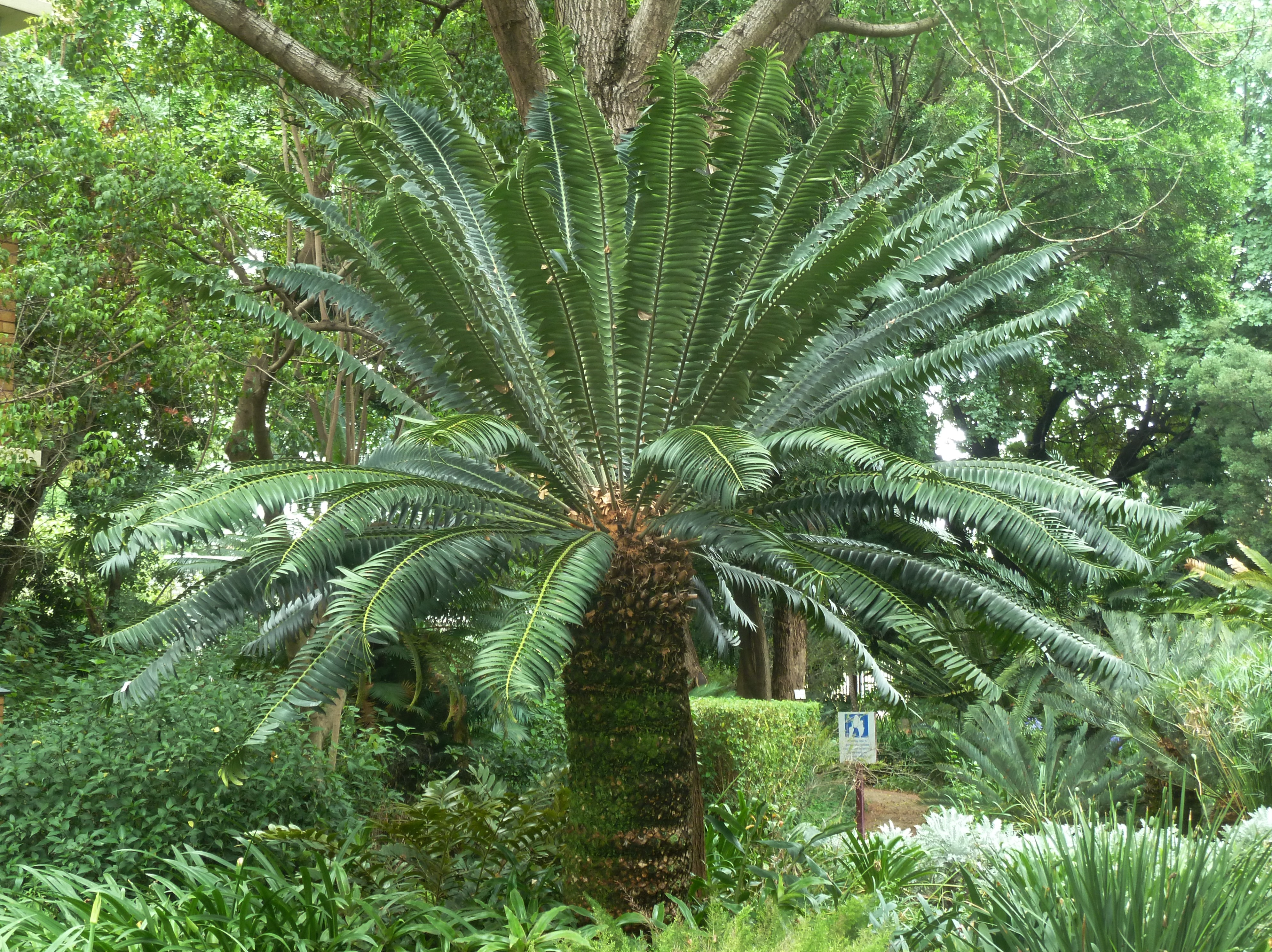
Encephalartos transvenosus
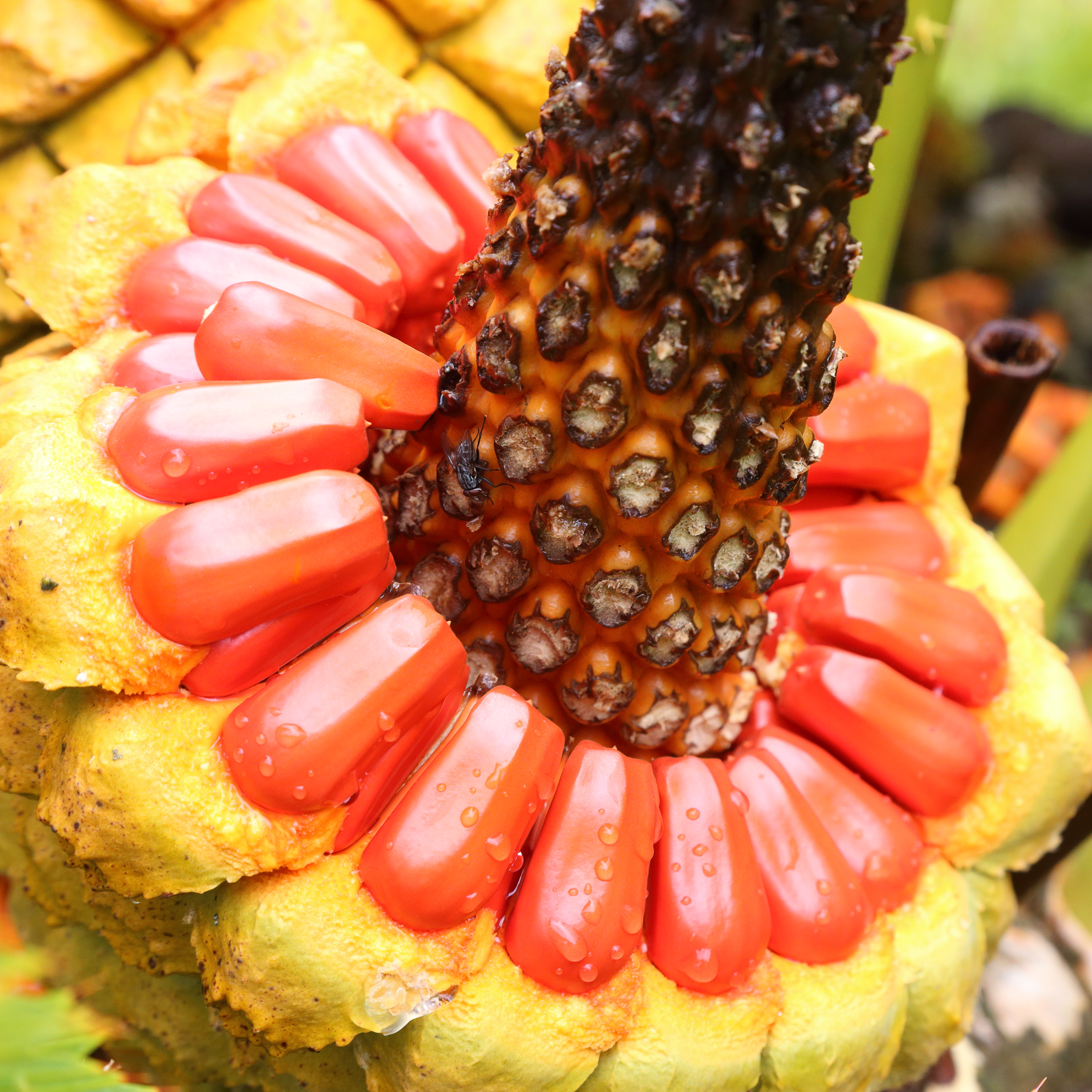
Encephalartos retieffii の大胞子葉（黄色）と種子（赤色）
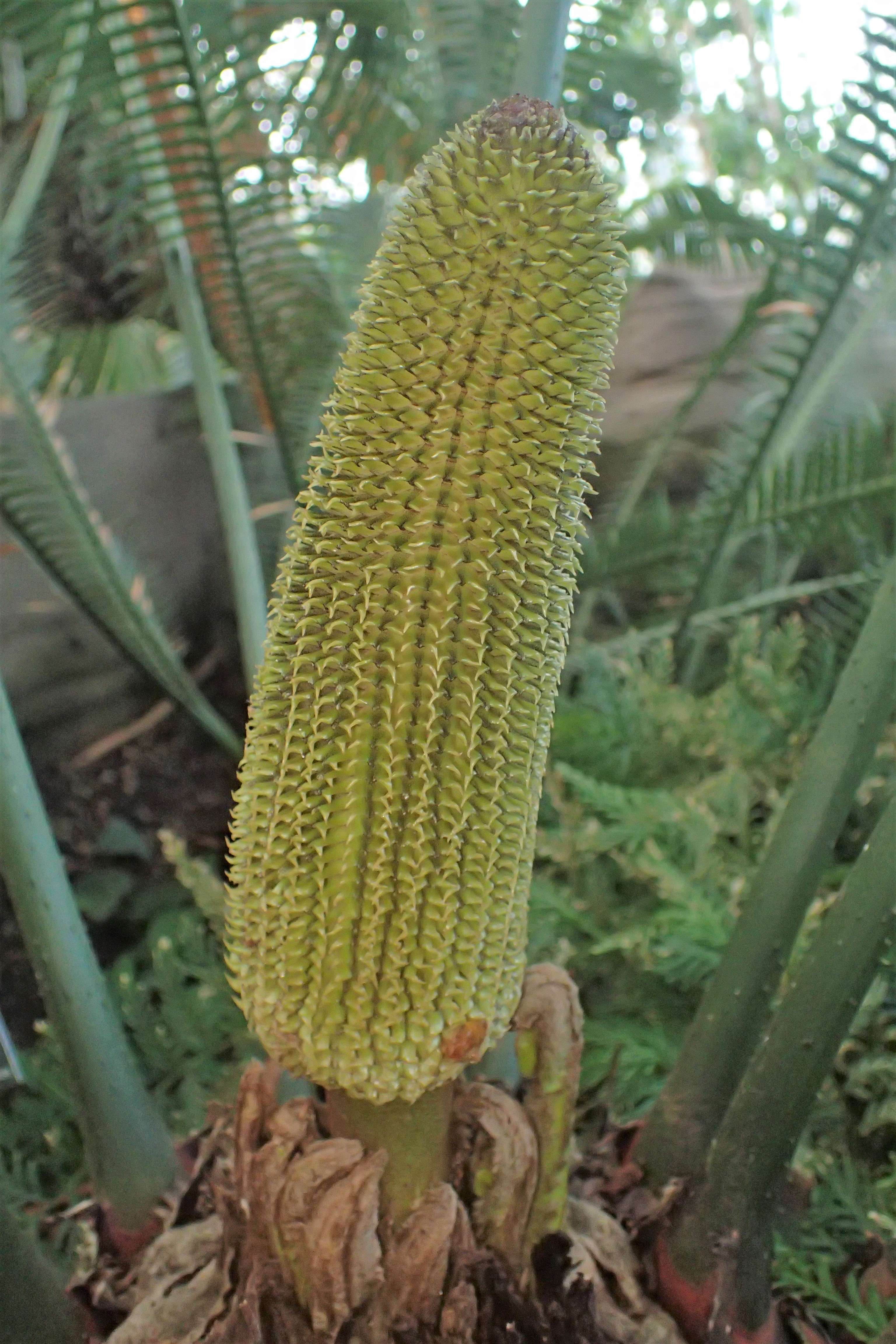
ナガバツノザミア[19]（Ceratozamia mexicana）の"雄花"
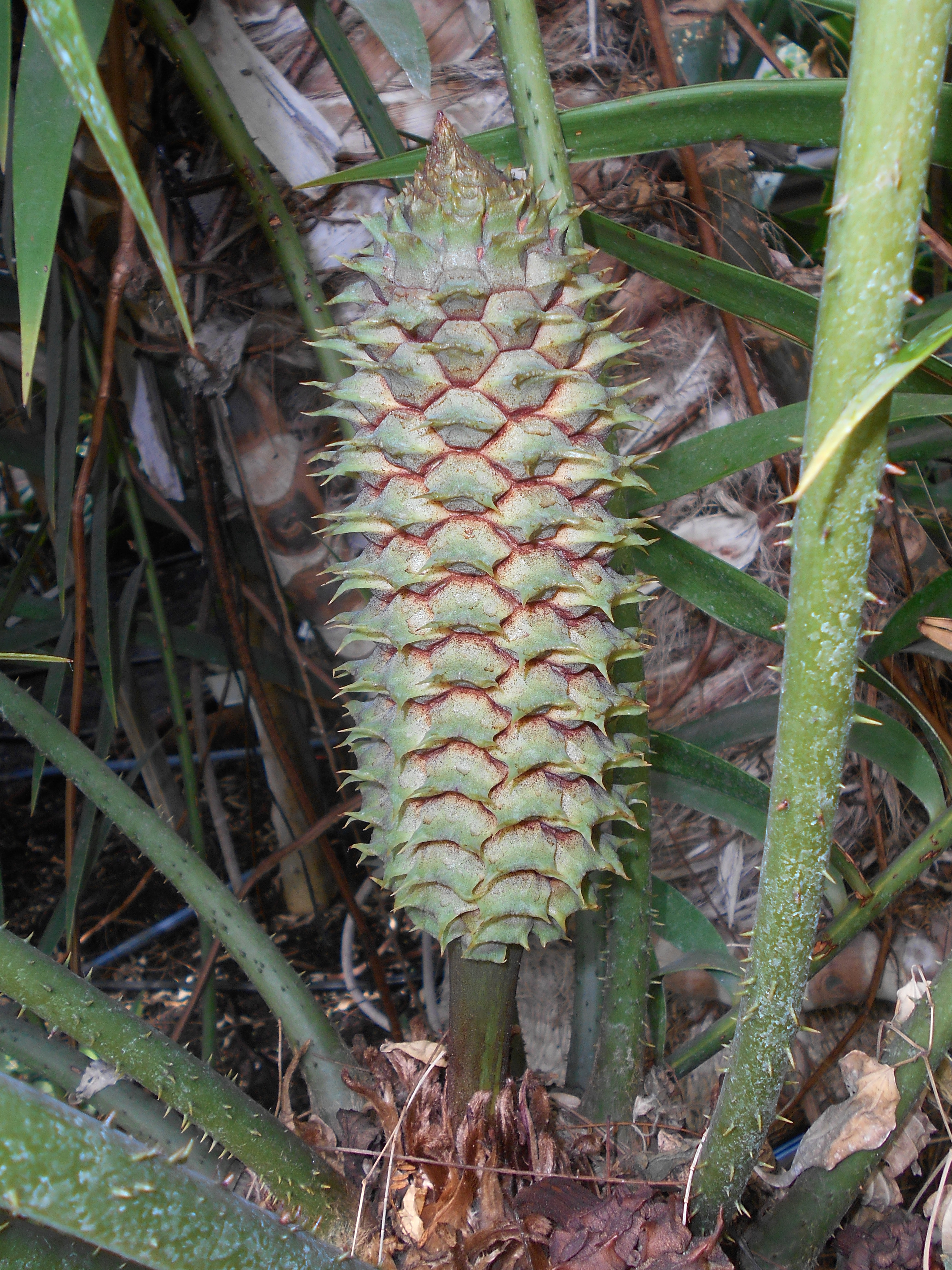
ナガバツノザミアの"雌花"
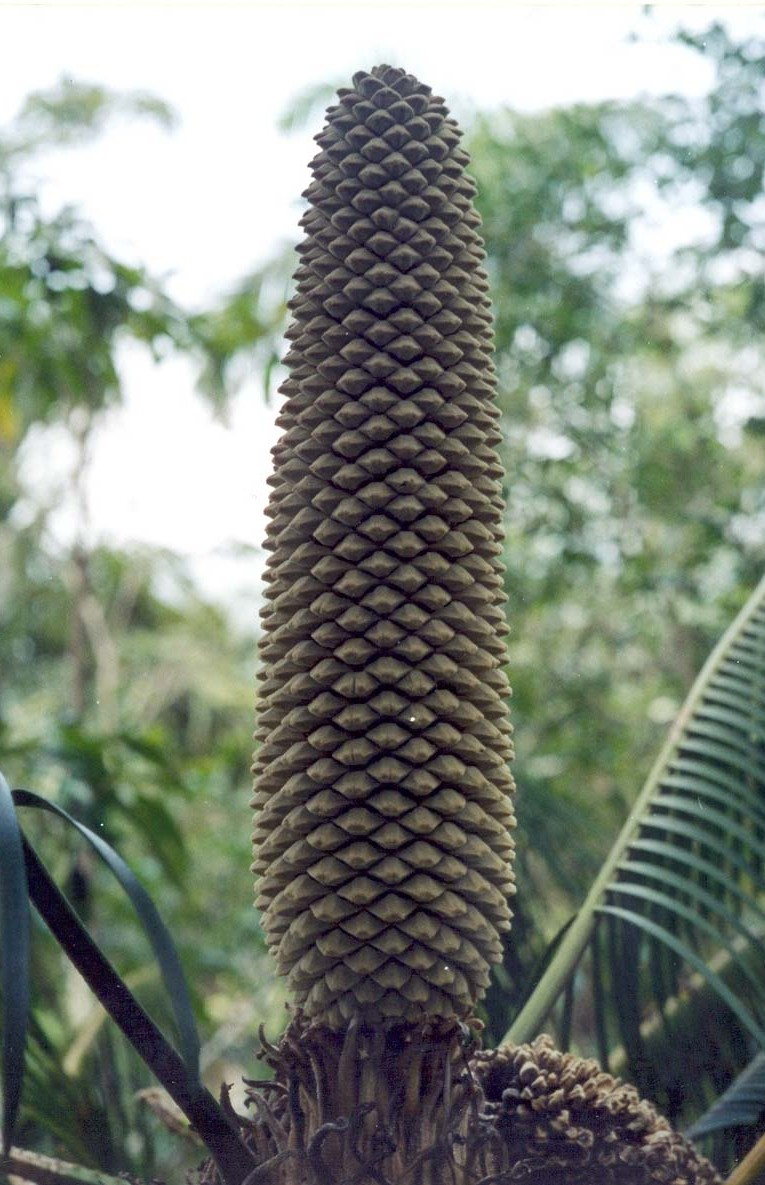
Microcycas calocoma の"雄花"
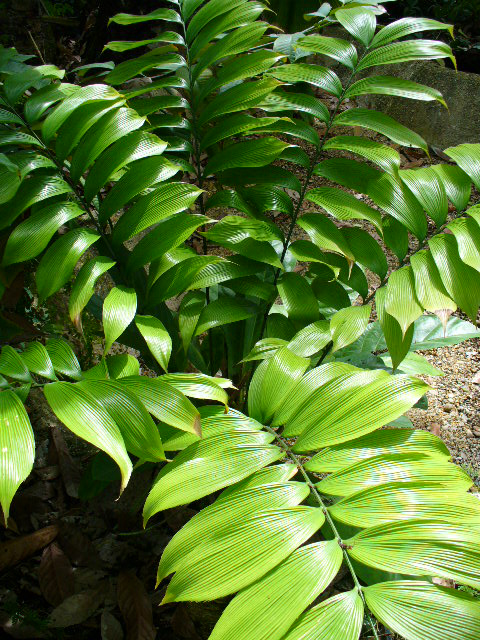
Zamia neurophyllidia の葉
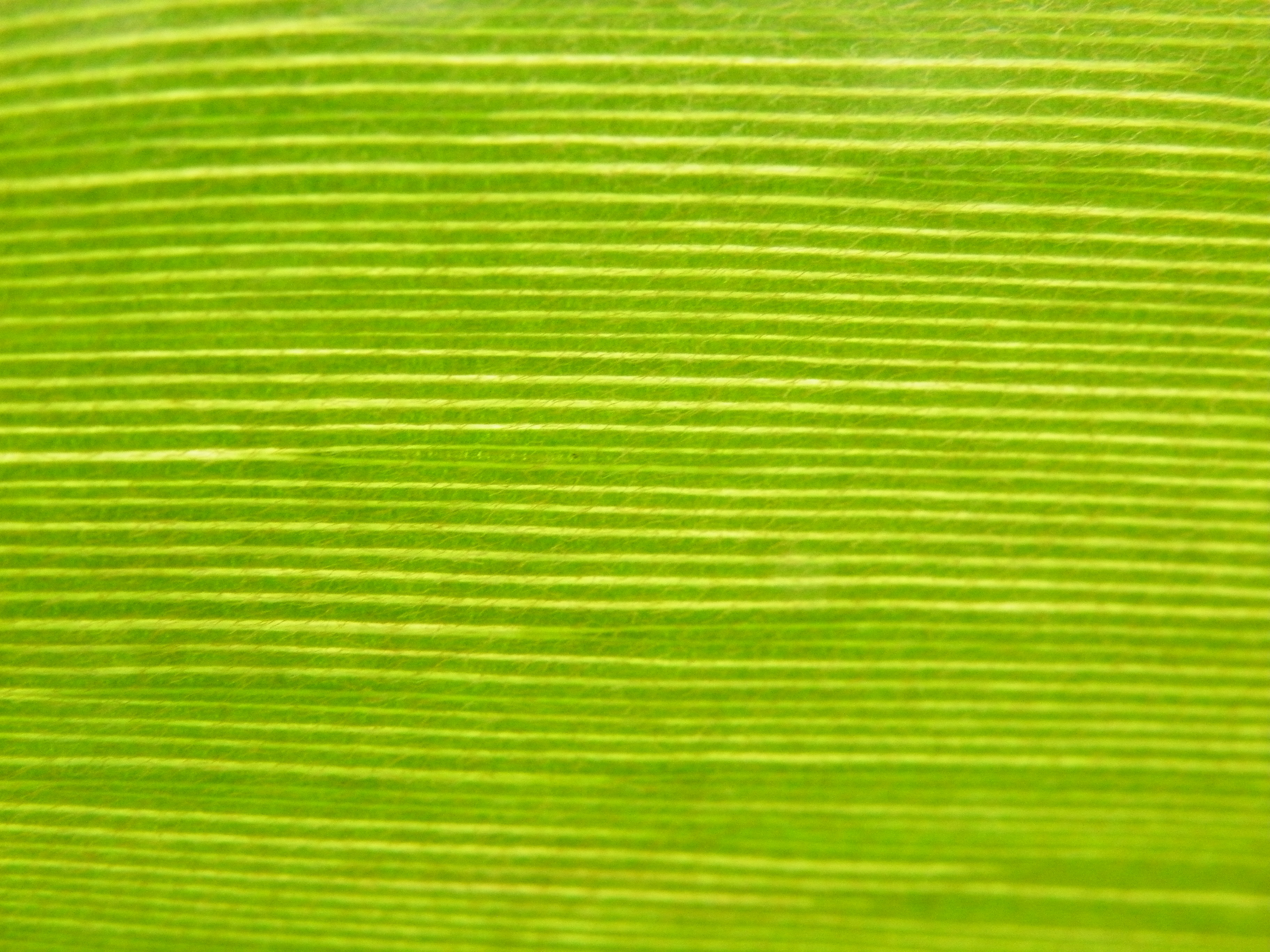
ヒロハザミア（Zamia furfuracea）の葉脈